# FK Železnik Belgrado
El FK Železnik es un equipo de fútbol de Serbia que juega en la Liga Serbia de Belgrado, la cuarta división de fútbol en el país.

## Historia
Fue fundado en el año 1930 en la ciudad de Železnik de la capital Belgrado bajo el nombre Železnik SK y en 1952 inició con actividades más serias.
En 1961 cambió su nombre por el nombre actual tras fusionarse con el FK Napredak y dos años después ya jugaba en el grupo norte de la Liga Serbia (tercera categoría). En 1965 estuvieron cerca del ascenso a la segunda categoría, pero perdieron el playoff de ascenso.
Su etapa más exitosa ha sido luego de la separación de Yugoslavia en 1992, ya que para la temporada 1995/96 lograron el ascenso a la Primera Liga de Yugoslavia por primera vez en su historia.
Tras la muerte de su presidente Dragan "Aca" Bulić en 1998 fue liderado por el presidente más joven en la historia de la liga, alcanzando las semifinales de la Copa de Yugoslavia en años consecutivos (2002 y 2003) y en la temporada 2003-04 quedaron en tercer lugar de la liga, con lo que clasificaron por primera ocasión a un torneo continental, la Copa de la UEFA 2004-05, donde fueron eliminados en la segunda ronda clasificatoria por el Steaua de Bucarest de Rumania con marcador global de 4-5,y en esa misma temporada ganaron su primer torneo importante, la Copa de Serbia y Montenegro.
En junio del 2005 el club se vio forzado a abandonar la Copa de la UEFA 2005-06 por problemas financieros antes de fusionarse con el FK Voždovac para poder jugar en la Liga de Serbia y Montenegro.
En la temporada siguiente el club fue refundado con el nombre Železnik Lavovi e inició operaciones en la Liga de Belgrado (quinta división), logrando ascensos consecutivos en los siguientes dos años hasta llegar a la Zone League para la temporada 2010/11 y ascender a la liga en la que se encuentran actualmente.

## Palmarés
Copa de Serbia y Montenegro: 1
• 2004/05

## Participación en competiciones de la UEFA
| Temporada | Torneo   | Ronda             | Club             | Casa | Visita | Global |
| --------- | -------- | ----------------- | ---------------- | ---- | ------ | ------ |
| 2004–05   | UEFA Cup | 2ª Clasificatoria | Steaua București | 2–4  | 2–1    | 4-5    |

## Jugadores

### Jugadores destacados
| Serbia y Montenegro / Yugoslavia / Serbia - Milan Biševac - Jovan Damjanović - Ivan Dudić - Aleksandar Jović - Oliver Kovačević - Saša Kovačević - Marko Lomić - Jovan Markoski - Slobodan Marković - Aleksandar Pantić - Dejan Rađenović | Otros - Branimir Subašić - Nemanja Supić - Zoran Janković - Antonio Filevski - Đorđije Ćetković - Dejan Damjanović - Radomir Đalović - Milan Jovanović - Mitar Novaković - Ante Šimundža - Marko Dević |

- Fuente:[5]